# いぬじゅん
いぬじゅんは、日本の小説家。奈良県出身、静岡県浜松市在住。男性。

## 人物・経歴
奈良県奈良市生まれ。聖徳学園岐阜教育大学外国語学部卒業。
大学在学中に「福祉のスペシャリストになりたい」と思うようになり、卒業後特別養護老人ホームへ就職する。2年後に大失恋を経験し、静岡県浜松市にいる従兄の勧めで移住。介護福祉士、介護支援専門員として勤務を続ける。現在は浜松市で主任介護支援専門員として勤務する傍ら執筆活動をおこなっている。小説は小学生から中学生にかけては読んでいたが、現在はクローズド・サークルの作品くらいしか読まない。DREAMS COME TRUE（ドリカム）の大ファンで、いつかドリカムに会うことが夢。やっぱり猫が好きのDVD-BOXを持っている。
石原さとみの出演ドラマにこっそりエキストラ出演している。
創作のアイデア出しは自身が「パワースポット」と語る天竜浜名湖鉄道の無人駅でおこなうことが多い。

## 受賞歴
- 2013年 - 『いつか、眠りにつく日』で、第8回日本ケータイ小説大賞 大賞・進研ゼミ中学講座賞のダブル受賞[3]
- 2015年 - 『北上症候群』で、第1回ソングノベルズ大賞「DREAMS COME TRUE編」 入賞[4]
- 2019年 - 『この冬、いなくなる君へ』で、第8回静岡書店大賞 映像化したい部門 大賞受賞
- 2022年 - 『この恋が、かなうなら』で、第10回静岡書店大賞 映像化したい部門 大賞受賞

## 作家活動
失恋した友人を慰めるためにケータイ小説を書いたことがきっかけで、執筆活動を始める。2010年『空になりたかった海』（スターツ出版）でインディーズデビュー。2013年『いつか、眠りにつく日』（スターツ出版）が日本ケータイ小説大賞を受賞しメジャーデビュー。
ライト文芸において、青春ジャンルを中心にホラーや人情物などを発表している。2018年スターツ出版『冬のスタ文総選挙』にて、「いつか、眠りにつく日」が1位となり、翌2019年フジテレビオンデマンド（FOD）にて連続ドラマ化。同7月に地上波でも放映された。
青春ジャンルのことを「切ない系」と呼んでおり、初期の『いつか、眠りにつく日』『夢の終わりで、君に会いたい』『三月の雪は、きみの嘘』を、「切ない系三部作」と自ら呼んでいる。2019年スターツ出版における作品の発行部数が70万部を突破。
2024年3月30日にはデビュー10周年を記念して、サンストリート浜北にて記念イベントが開催された。

## その他の活動

### FMラジオ
K-mix
- 「FOOO NIGHT ピンソバ」 隔週木曜日「いぬじゅんのゐ」
- 「k-mix Wiz.」隔週（奇数週）木曜日「いぬじゅんのゐ」
- 「K-MIX MOVE ON」隔週（偶数週）木曜日「いぬじゅんのゐ」

### YouTube
- ステキブンゲイチャンネル[9]
- やらまいケアチャンネル[10]
- いぬじゅんチャンネル

### 集英社オレンジ文庫　公式サイト
- いぬじゅんのお悩み相談室「いぬもあるけば」

## 作品リスト

### 小説

#### 単著単行本・文庫本
- いつか、眠りにつく日（2014年3月 / 2016年4月 / 2019年7月 すべてスターツ出版）
- 444〜呪いの数字〜（2015年3月 スターツ出版）
- 遊園地は眠らない〜死の脱出ゲーム〜（2015年12月 スターツ出版）
- 北上症候群（2015年11月 エムオン・エンタテインメント）
- 夢の終わりで、君に会いたい。（2016年10月 スターツ出版）
- 三月の雪は、きみの嘘（2017年5月 スターツ出版）
- 奈良まちはじまり朝ごはん（2017年9月 スターツ出版）
- 神様、私を消さないで（2017年10月 スターツ出版）
- 奈良まちはじまり朝ごはん2（2018年2月 スターツ出版）
- 新卒ですが、介護の相談うけたまわります（2018年6月 一迅社）
- 今夜、きみの声が聴こえる（2018年6月 スターツ出版）
- 奈良まちはじまり朝ごはん3（2018年9月 スターツ出版）
- 明日、きみのいない朝が来る（2018年11月 PHP研究所）
- 3分間ノンストップショートストーリーラストで君は「まさか!」と言う恋の手紙（2018年12月 PHP研究所）
- この冬、いなくなる君へ（2019年2月 ポプラ社）
- いつか、眠りにつく日2（2019年6月 スターツ出版）
- 死んでも絶対、許さない（2019年7月 スターツ出版）
- 願うなら、星と花火が降る夜に（2019年8月 LINE文庫)
- 無人駅で君を待っている（2019年8月 スターツ出版）
- ログイン0（2019年9月 スターツ出版）
- 私たちは失いながら生きている（2019年11月 一迅社）
- 君を忘れたそのあとに。（2019年11月 スターツ出版）
- あの冬、なくした恋を探して（2019年12月 ポプラ社）
- 君がオーロラを見る夜に（2020年3月 KADOKAWA)
- あの夏の日、私は君になりたかった。（2020年7月 スターツ出版）
- 叶わない恋を叶える方法（2020年11月 ステキブックス）
- その冬、君を許すために（2021年1月 ポプラ社）
- 君と見つけたあの日のif（2021年1月 PHP文芸文庫）
- いつか、眠りにつく日3（2021年1月 スターツ出版文庫）
- チルチルサクラ 〜桜の雨が君に降る〜（2021年3月 角川文庫）
- 今、きみの瞳に映るのは。（2021年4月 実業之日本社文庫GROW）
- この恋は、とどかない（2021年5月 集英社オレンジ文庫）
- 今夜、きみの声が聴こえる～あの夏を忘れない～（2021年7月 スターツ出版文庫）
- いつかの冬、終わらない君へ（2022年1月 ポプラ社）
- 北上症候群（2022年2月 実業之日本社文庫GROW）
- 君のいない世界に、あの日の流星が降る（2022年3月 スターツ出版文庫）
- 君を見送る夏（2022年4月 祥伝社文庫）
- この恋が、かなうなら（2022年5月 集英社オレンジ文庫）
- 遊園地脱出ゲーム（2022年6月 野いちごジュニア文庫）
- てっぺんっ!!!君に出会うための7日間（2022年7月 ステキブックス）
- 君がくれた物語は、いつか星空に輝く（2022年8月 スターツ出版文庫）
- 君が永遠の星空に消えても（2022年12月 スターツ出版文庫）
- いつか、眠りにつく日（2023年1月 野いちごジュニア文庫）
- 君の余命が消えぬまに（2023年2月 ポプラ社）
- 無人駅で君を待っている（2023年4月 実業之日本社文庫GROW）
- 十月の終わりに、君だけがいない（2023年5月 スターツ出版文庫）
- 映画みたいな、この恋を (2023年7月　集英社オレンジ文庫)
- 君がくれた1/2の奇跡 (2023年9月　スターツ出版文庫）
- 今夜、きみの声がきこえる（2023年11月　野いちごジュニア文庫）
- 君の青が、海にとけるまで（2023年12月　角川文庫）
- この冬、いなくなる君へ　長い嘘が終わる日に（2024年2月　ポプラ文庫）
- 夢の終わりで、君に会いたい。（2024年3月　野いちごジュニア文庫）
- きみの10年分の涙（2024年3月　スターツ出版文庫）
- 旅の終わりに君がいた（2024年4月　実業之日本社文庫GROW)
- 夏にいなくなる私と、17歳の君（2024年5月　集英社オレンジ文庫）
- 記憶アパートの坂下さん（2024年7月　PHP文芸文庫）
- 青い月の下、君と二度目のさよならを　(2024年9月　スターツ出版文庫)
- ヒロインになるまでは　(2025年1月　扶桑社文庫)
- 終着駅で待つ君へ（2025年2月　実業之日本社文庫）
- 君がくれた七日間の余命カレンダー（2025年3月　双葉文庫パステルNOVEL）
- 幸せの黄色いポスト　それは、十年前から届いた手紙でした（2025年4月　集英社オレンジ文庫）
- 完全版　いつか、眠りにつく日（2025年5月　スターツ出版）
- 今夜、君が眠りに落ちるまで（2025年6月　PHP文芸文庫）

#### 共著単行本
- きみの知らない十二ヶ月目の花言葉（2020年4月 スターツ出版文庫） - 櫻いいよとの共著。
- Love letters～100回継ぐこと～（2023年3月 ステキブックス）-作道雄101人のリレー形式小説
- ダメ恋？　でも、好きになっちゃった。（2023年4月 ポプラキミノベル）‐＊あいら＊、あさばみゆき、針とら、みずのまい、夜野せせりとの共著

#### アンソロジー収録作品
「」内がいぬじゅんの作品
- ラストは絶対、想定外。スターツ出版文庫7つのアンソロジー2（2019年7月 スターツ出版）「もう一度、転入生」 - 小鳥居ほたる、早迫佑記、灰芭まれ、八谷紬、櫻井千姫、岸本歩子によるアンソロジー。
- 終電間際オンライン 小説集（2020年12月 KADOKAWA）「海の底にふる雪」 - 七月隆文、カツセマサヒコ、西田一紀（夜の本気ダンス）、ニャン、柴崎竜人、春茶によるアンソロジー。
- 交換ウソ日記アンソロジー　～それぞれの１ページ～（2023年6月 スターツ出版）「ハッピーエンディング」‐蒼山皆水、加賀美真也、雨、櫻いいよによるアンソロジー。

#### 作品解説
- 吸血鬼心中物語（2023年6月 集英社文庫）赤川次郎

### 漫画
- てっぺんっ!!!（月刊ブシロード 2021年2月号 - 2024年5月号、ストーリー原案）

## メディアミックス

### 映像化作品

#### インターネットドラマ
- いつか、眠りにつく日（FODオリジナルドラマ 2019年3月12日 - 4月16日 全6回、原作）

#### テレビアニメ
- てっぺんっ!!!!!!!!!!!!!!!（TOKYO MXほか 2022年7月2日 - 9月24日、原案）

### 漫画化作品
- いつか、眠りにつく日（コミックREX 2021年4月号 - 2022年9月号、原作）

### 朗読劇化作品
- 無人駅で君を待っている（キミに贈る朗読会 M-SMILE主催、原作） 
  - 東京渋谷公演 2022年6月4日・5日
  - 静岡浜松公演 2022年8月27日
- 無人駅で君を待っている Vol.2（キミに贈る朗読会 M-SMILE主催、原作）東京渋谷公演 2022年12月10日・11日
- 今夜、きみの声が聴こえる（キミに贈る朗読会 M-SMILE主催、原作）東京渋谷公演 2023年1月14日・15日
- 今夜、きみの声が聴こえる～あの夏を忘れない～（キミに贈る朗読会 M-SMILE主催、原作）東京渋谷公演 2023年8月5日・6日
- 今夜、きみの声が聴こえるVol.2（キミに贈る朗読会 M-SMILE主催、原作）東京渋谷公演 2024年7月27日・28日
- いつか、眠りにつく日（キミに贈る朗読会 M-SMILE主催、原作）東京千代田公演 2024年8月17日

## イベント

### いぬフェス2023（2023年4月9日）
- ゲストアーティスト - バカボン鬼塚、KKC、STARMARIE、佐野はるか、NUJUNI、Tint2

### いぬトーク2024（2024年3月30日）
- ゲスト - 櫻いいよ